# 구옥희
구옥희(具玉姫, 1956년 8월 1일 ~ 2013년 7월 10일)는 대한민국의 프로 골퍼이다. 박세리가 등장하기 전에 한국 여자프로골프의 ‘대모’이자 ‘선구자’였던 선수이다.

## 생애
1956년 경기도 연천군에서 태어났다. 어렸을 적에 부모를 여의고 오빠들과 함께 성장했으며 1975년에 연천고등학교를 졸업하고 경기도 고양의 한 골프장에서 캐디로 일하며 골프와 인연을 맺었으며 독학으로 골프를 공부했다. 1978년 여자 프로골프 테스트를 통과해 프로 선수로 활약했다. 한국 여자 골프 1세대로 분류된다. 1983년에 본격적으로 일본에 진출했고, 일본 여자 프로 골프 투어에 대한민국 선수가 거의 없었던 1984년에 일본 여자 투어에 참가하여 그 해 상금 랭킹 13위에 올랐다. 1996년부터 2003년까지 8년간 7회 연간 상금 랭킹 상위 10위(5회는 상위 5위)에 들어갔다. 국내 투어에서 20승, 일본 투어에서 23승, 미국에서 1승을 거뒀다. 특히 1988년 미국여자프로골프(LPGA) 투어 '탠더드 레지스터 대회'에서 한국인으로서는 최초로 우승했다. 1997년과 1999년에는 일본 여자 프로골프 상금 랭킹 2위에 올랐다. 2004년 한국여자프로골프(KLPGA) 투어 명예의 전당 제1호로 헌정됐다. 1994년부터 2010년까지 KLPGA 부회장직을, 2011년부터 2012년 3월까지는 KLPGA 제11대 회장직을 맡았다. 후배들의 지도를 위해 일본을 방문했다가 2013년 7월 10일 일본 시즈오카현에서 골프 라운드 도중 심장마비로 세상을 떠났다. 향년 58세

## 학력
- 연천고등학교 졸업 (1975년)

## CF
- 1987년 금강제화 랜드로바 랜드마스터